# Peachia
Peachia is een geslacht van zeeanemonen uit de klasse van de Anthozoa (bloemdieren). Leden van dit geslacht zijn meestal ingegraven in zachte substraten. Het enige deel van het dier dat normaal gesproken zichtbaar is, zijn de mondschijf en tentakels die in stervorm plat op het zand liggen. De typesoort is Peachia cylindrica (Reid, 1848).

## Kenmerken
Leden van het geslacht Peachia hebben een ronde basis genaamd de "physa" met kleine perforaties, een hoge kolom genaamd de "scapus" en een delicaat bovenste gebied dat het "capitulum" wordt genoemd. De "siphonoglyph", een trilholte, is langwerpig en gedeeltelijk gescheiden van de buisvormige keel, de "actinopharynx". Er is een gelobd uitsteeksel genaamd een "conchula", uniek voor dit geslacht, bij de ingang van de siphonoglyph. Er zijn twaalf, afgeplatte tentakels. Zes van de paren mesenteriën die de interne lichaamsholte verdelen zijn perfect, terwijl de andere vier onvolmaakt zijn, met krachtige oprolspieren. Er is geen sluitspier. De larven zijn parasitair op medusae.

## Soorten
- Peachia boeckii (Danielssen & Koren, 1856)
- Peachia carnea Hutton, 1880
- Peachia chilensis Carlgren, 1931
- Peachia cylindrica (Reid, 1848)
- Peachia hilli Wilsmore, 1911
- Peachia koreni McMurrich, 1893
- Peachia mira Carlgren, 1943
- Peachia neozealanica Carlgren, 1924
- Peachia parasitica (Agassiz, 1861)
- Peachia quinquecapitata McMurrich, 1913
- Peachia taeniata Klunzinger, 1877